# La Ferté-Milon
La Ferté-Milon is een gemeente in het Franse departement Aisne (regio Hauts-de-France). De plaats maakte deel uit van het arrondissement Château-Thierry tot zij op 1 januari 2017 overgeheveld werd naar het arrondissement Soissons. La Ferté-Milon telde op 1 januari 2022 2.040 inwoners.
De toneelschrijver Jean Racine (1639-1699) is hier geboren. La Ferté-Milon is het beginpunt van het Canal de l'Ourcq naar Parijs.

## Geografie
De oppervlakte van La Ferté-Milon bedraagt 18,35 km², de bevolkingsdichtheid is 112 inwoners per km² (per 1 januari 2019).
De onderstaande kaart toont de ligging van La Ferté-Milon met de belangrijkste infrastructuur en aangrenzende gemeenten.

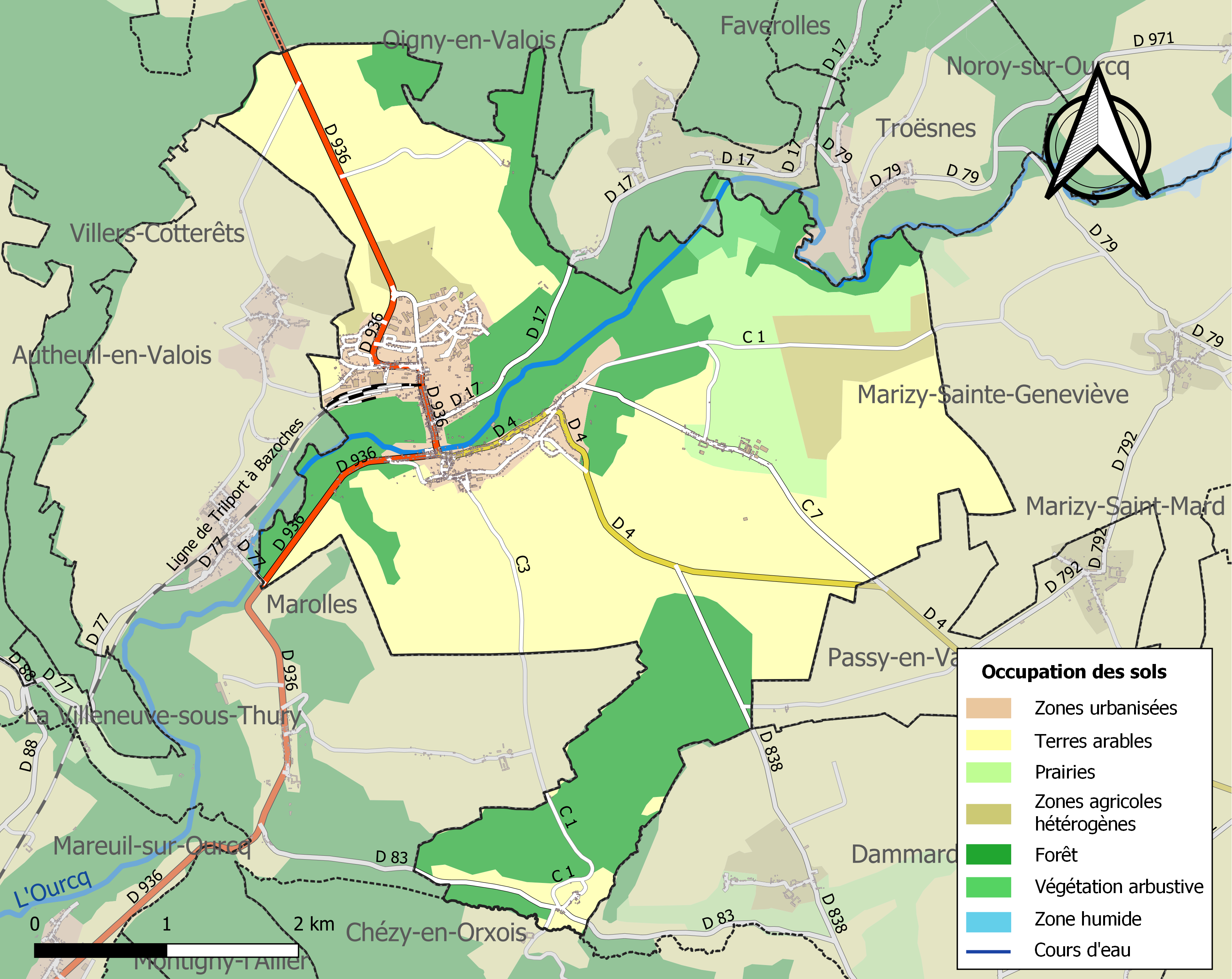

## Demografie
Onderstaande figuur toont het verloop van het inwonertal (bron: INSEE-tellingen).
Vanwege een beveiligingsprobleem met de MediaWiki Graph-software is het momenteel niet mogelijk deze grafiek weer te geven. Zodra de software is bijgewerkt zal de grafiek vanzelf weer zichtbaar worden.

## Verkeer en vervoer
In de gemeente ligt het spoorwegstation La Ferté-Milon.